# Mireia C. Saladrigues
Mireia C. Saladrigues (Terrassa, Vallès Occidental 1978) és una artista catalana i una llibretera especialitzada en art contemporani. També és part de la comunitat de la galeria Àngels Barcelona, artista resident en Hangar, centre obert per a la recerca i la producció artística, i membre del comitè de la Baumannlab.

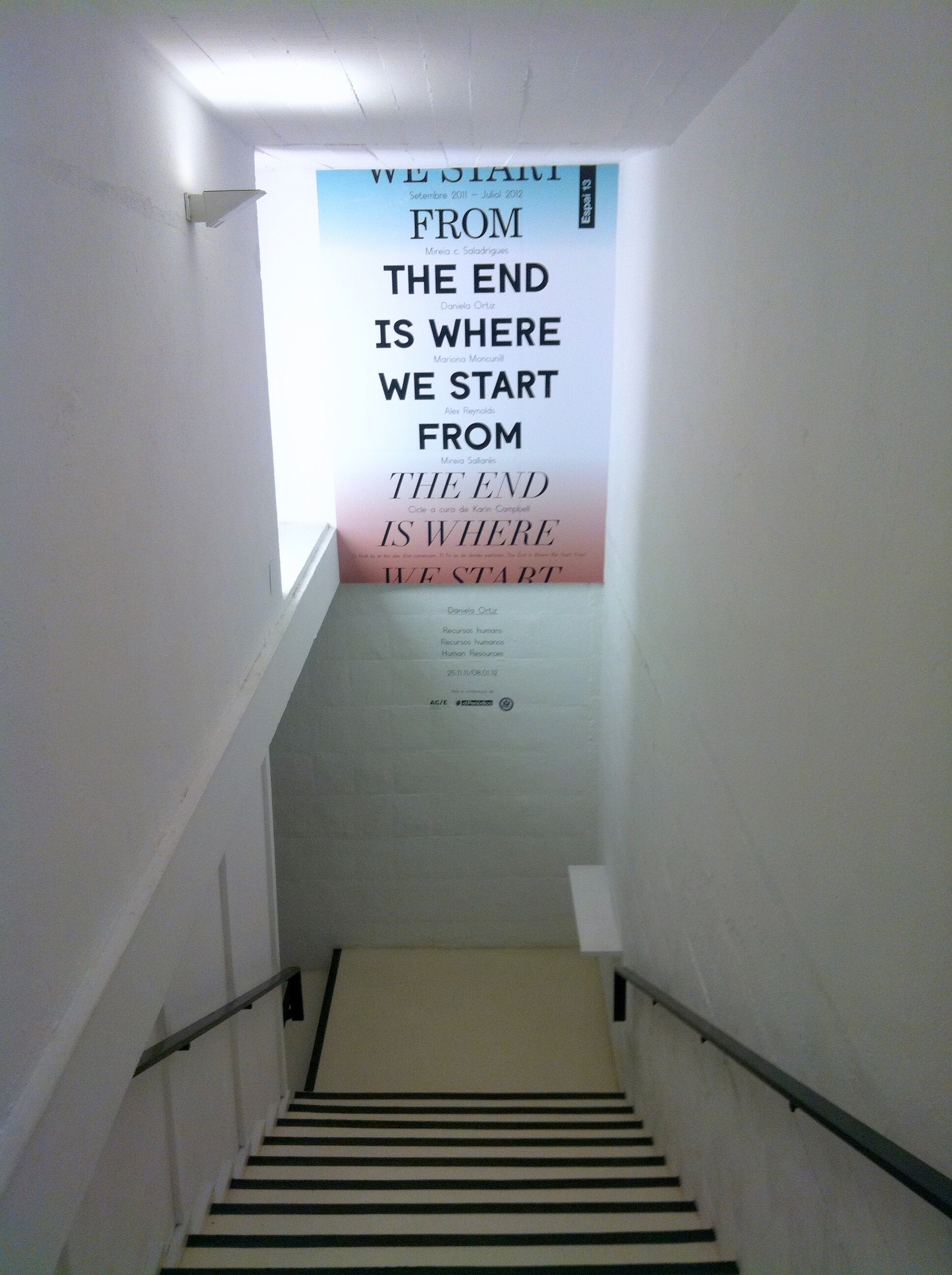
The End Is Where We Start From - Espai 13 (Fundació Miró)

Mireia va estudiar la carrera de Belles Arts a la Universitat de Barcelona i ho va complementar amb una beca Erasmus a Hèlsinki (Finlàndia).
En tornar a Barcelona se li concedeixen diverses beques i premis com la Fundació Guasch Coranty en 2006; Sala d'Art Jove de la Generalitat de Catalunya, Massart en 2008; Projectes d'Edició en 2009 i una de les més destacades, la beca per al Programa d'Estudis Independents del MACBA (PEI 2005-2007) alhora que obté el Diploma de Estudios Avanzados de la Universitat de Barcelona amb el treball “Tiempos y Lugares del Arte Contemporáneo”. El 2008 torna a Finlàndia com a artista resident i durant la mateixa estada dona un seminari al màster de la Universitat d'Arts i Comunicació de Pori.
Mireia focalitza el seu treball majoritàriament cap a aspectes relacionats amb els espectadors, com els canals de recepció, les condicions a les quals s'exposa l'espectador. També la participació de l'espectador en l'art, un dels seus pilars bàsics. Últimament ha estat cercant sobre el paper del públic i els mecanismes de recepció dels seus treballs a causa del caire col·laboratiu dels seus darrers projectes.
A través dels seus projectes intenta exterioritzar la seua passió pel col·leccionisme, influenciada en gran manera per les tècniques documentals i d'arxiu, l'estètica relacional i la crítica institucional. Ho fa d'una manera poc comú, utilitzant esquemes que s'allunyen dels tòpics del món artístic.

## Projectes i exposicions destacades
- 2009: Art Lovers - Espai d'Arts Roca Umbert
- 2008: El poder de la convocatòria - EspaiDos de la Sala Muncunill
- 2011: El seu museu dins del cicle The end is where we start from - Espai 13 – Fundació Joan Miró: va estudiar les possibilitats de treballar amb el públic a través de la mediació del personal de sala. Una vigilant es convertia en una performer que feia conscient com aquest personal subaltern formava part de l'exposició: de la relació, interacció i resposta del públic a la vigilant en dependria la seva percepció i les seves possibilitats de negociar el sentit de la mostra i de la institució artística en general. Un llibre editat amb motiu de l'exposició ampliava la mostra amb un text escrit per la mateixa empleada de seguretat.[4]
- 2011: Akron dins del cicle Impossibilitats – Espai Guinovart
- 2008: Projecte E/F
- En curs: Radicalment emancipat(s)
- En curs: Els significats de l'Art